# Сан-Жозе-ду-Дивину (Пиауи)

Сан-Жозе-ду-Дивину на карте штата.

Сан-Жозе-ду-Дивину (порт. São José do Divino) — муниципалитет в Бразилии, входит в штат Пиауи. Составная часть мезорегиона Север штата Пиауи. Входит в экономико-статистический микрорегион Литорал-Пиауиенси. Население составляет 5148 человек на 2010 год. Занимает площадь 319,130 км². Плотность населения — 16,13 чел./км².

## Демография
Согласно сведениям, собранным в ходе переписи 2010 г. Национальным институтом географии и статистики (IBGE), население муниципалитета составляет:
| Полное население                               | Полное население                               | Полное население                               | Полное население                               | 5148  |
| ---------------------------------------------- | ---------------------------------------------- | ---------------------------------------------- | ---------------------------------------------- | ----- |
| в том числе:                                   | Городское население                            | 2710                                           | Процент городского населения, %                | 52,64 |
|                                                | Сельское население                             | 2438                                           | Процент сельского населения, %                 | 47,36 |
|                                                | Мужское население                              | 2653                                           | Процент мужского населения, %                  | 51,53 |
|                                                | Женское население                              | 2495                                           | Процент женского населения, %                  | 48,47 |
| Плотность населения, чел/км²                   | Плотность населения, чел/км²                   | Плотность населения, чел/км²                   | Плотность населения, чел/км²                   | 16,13 |
| Население муниципалитета в % к населению штата | Население муниципалитета в % к населению штата | Население муниципалитета в % к населению штата | Население муниципалитета в % к населению штата | 0,17  |

По данным оценки 2016 года, население муниципалитета составляет 5246 жителей.

## Статистика
- Валовой внутренний продукт на 2003 год составляет 9 636 577,00 реалов (данные: Бразильский институт географии и статистики).
- Валовой внутренний продукт на душу населения на 2003 год составляет 1842,21 реалов (данные: Бразильский институт географии и статистики).
- Индекс развития человеческого потенциала на 2000 год составляет 0,544 (данные: Программа развития ООН).